# Les Champs-de-Losque
Les Champs-de-Losque est une ancienne commune française du département de la Manche et la région Normandie, devenue commune déléguée de la commune nouvelle de Remilly-les-Marais depuis le 1er janvier 2017, et peuplée de 196 habitants.

## Géographie

### Localisation
| Tribehou                          | Le Hommet-d'Arthenay | Le Hommet-d'Arthenay |
| Remilly-sur-Lozon, Le Mesnil-Eury | des Champs-de-Losque | Le Hommet-d'Arthenay |
| Le Mesnil-Eury                    | Thèreval             | Le Hommet-d'Arthenay |

## Toponymie
Nom créé en 1831 par la fusion des toponymes Saint-Aubin-de-Losque (Saint-Aubin-de-Loque à la date de la fusion) et Saint-Martin-des-Champs.
Le nom de la localité est attesté sous les formes Losca en 1273, Saint-Aubin-de-Loocq en 1793, les Champs-de-Losque en 1831.
Losque du vieux français osche, « terrain clos de haies ».
Le gentilé est les Saint-Aubinais, en référence à l'ancienne commune de Saint-Aubin-de-Losque.

## Histoire
La commune est créée en 1831 par la fusion de Saint-Aubin-de-Losque (438 habitants) et Saint-Martin-des-Champs (74 habitants, au nord).
À la suite de la fusion pour former la commune nouvelle de Remilly-les-Marais, le conseil municipal s'est déclaré favorablement en décembre 2018 pour modifier les limites cantonales ; le territoire de la commune déléguée quitte le canton de Pont-Hébert pour le canton de Saint-Lô-1, cohérent avec les deux autres communes déléguées.

## Politique et administration
| Période                                  | Période       | Identité           | Étiquette | Qualité                |
| ---------------------------------------- | ------------- | ------------------ | --------- | ---------------------- |
| Les données manquantes sont à compléter. |               |                    |           |                        |
| 1976                                     | juin 1995     | Gratien Gibert     | DVD       |                        |
| juin 1995                                | mars 2001     | Pierre Leboulanger |           |                        |
| mars 2001                                | avril 2014    | Irène Voisin       | SE        | Agricultrice retraitée |
| avril 2014                               | décembre 2016 | Sylvain Damecour   | SE        | Agriculteur            |

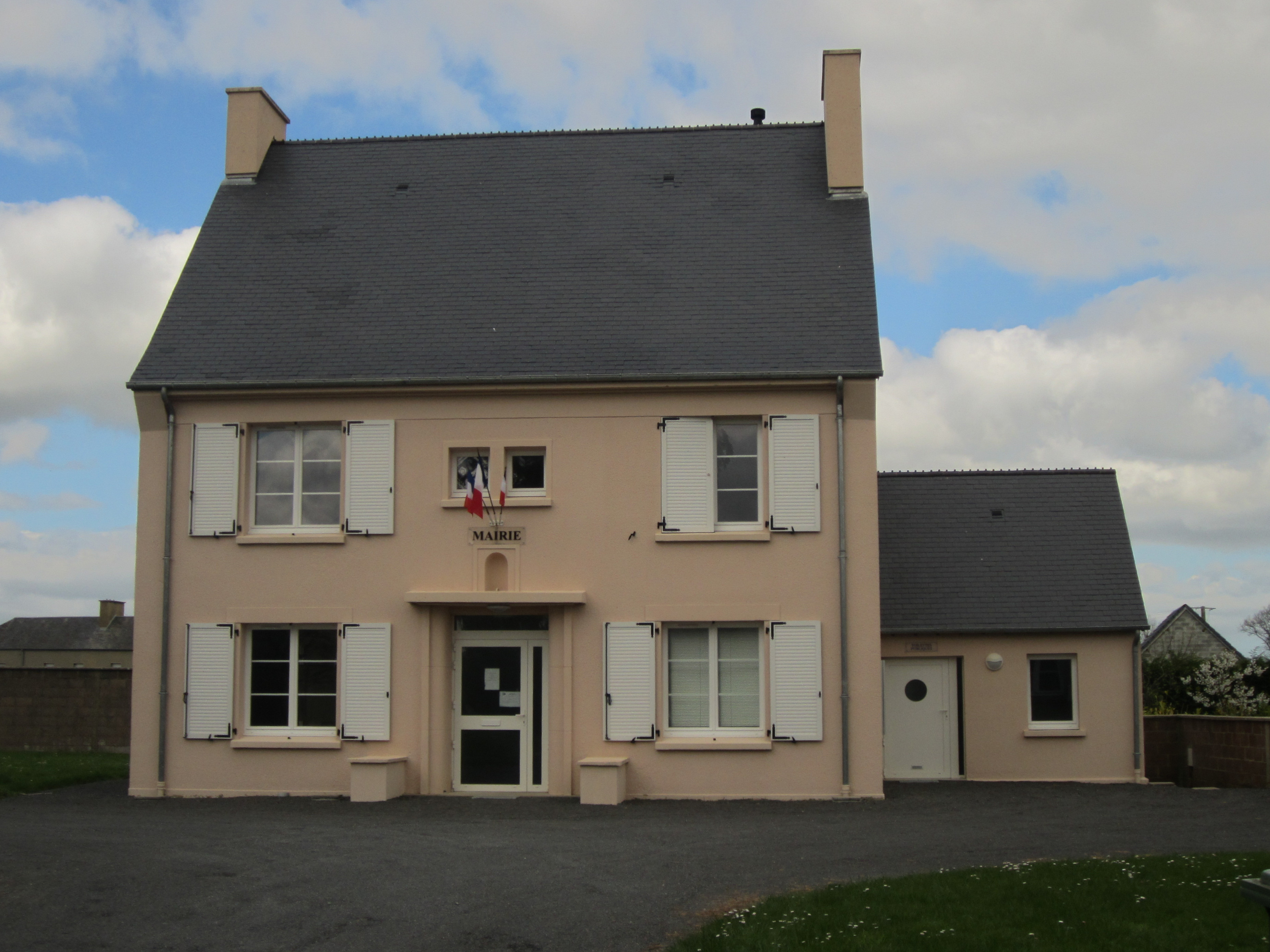
La mairie annexe.

Le conseil municipal est composé de onze membres dont le maire et deux adjoints.
| Période                                  | Période  | Identité            | Étiquette | Qualité                                |
| ---------------------------------------- | -------- | ------------------- | --------- | -------------------------------------- |
| Les données manquantes sont à compléter. |          |                     |           |                                        |
| mai 2020                                 | En cours | Marie-Josèphe Baugé |           | Retraitée de l'enseignement secondaire |

## Population et société

### Démographie
L'évolution du nombre d'habitants est connue à travers les recensements de la population effectués dans la commune depuis 1793. À partir du 1er janvier 2009, les populations légales des communes sont publiées annuellement dans le cadre d'un recensement qui repose désormais sur une collecte d'information annuelle, concernant successivement tous les territoires communaux au cours d'une période de cinq ans. 
Pour les communes de moins de 10 000 habitants, une enquête de recensement portant sur toute la population est réalisée tous les cinq ans, les populations légales des années intermédiaires étant quant à elles estimées par interpolation ou extrapolation. Pour la commune, le premier recensement exhaustif entrant dans le cadre du nouveau dispositif a été réalisé en 2007,.
En 2021, la commune comptait 196 habitants, en évolution de +5,95 % par rapport à 2015 (Manche : +0,44 %, France hors Mayotte : +2,49 %).
Le tableau ci-dessous liste la population de Saint-Aubin-de-Losque jusqu'en 1831. Pour la démographie de Saint-Martin-des-Champs, voir l'article détaillé.
| 1793 | 1800 | 1806 | 1821 | 1831 | 1836 | 1841 | 1846 | 1851 |
| ---- | ---- | ---- | ---- | ---- | ---- | ---- | ---- | ---- |
| 447  | 442  | 491  | 491  | 438  | 501  | 506  | 506  | 488  |

| 1856 | 1861 | 1866 | 1872 | 1876 | 1881 | 1886 | 1891 | 1896 |
| ---- | ---- | ---- | ---- | ---- | ---- | ---- | ---- | ---- |
| 495  | 518  | 490  | 455  | 450  | 448  | 469  | 449  | 427  |

| 1901 | 1906 | 1911 | 1921 | 1926 | 1931 | 1936 | 1946 | 1954 |
| ---- | ---- | ---- | ---- | ---- | ---- | ---- | ---- | ---- |
| 390  | 360  | 328  | 320  | 318  | 320  | 287  | 265  | 256  |

| 1962 | 1968 | 1975 | 1982 | 1990 | 1999 | 2006 | 2011 | 2016 |
| ---- | ---- | ---- | ---- | ---- | ---- | ---- | ---- | ---- |
| 263  | 272  | 200  | 209  | 195  | 205  | 205  | 192  | 191  |

| 2019 | - | - | - | - | - | - | - | - |
| ---- | - | - | - | - | - | - | - | - |
| 198  | - | - | - | - | - | - | - | - |

## Économie
La commune se situe dans la zone géographique des appellations d'origine protégée (AOP) Beurre d'Isigny et Crème d'Isigny.

## Culture locale et patrimoine

### Lieux et monuments
- Église Saint-Aubin (XIXe – XXe siècles), reconstruite après 1944, qui a conservé son plan roman, et, avec une flèche en pierre comme le reste de l'édifice. Elle abrite  un tableau de l'ancien retable représentant la Déploration (XVIIIe), une verrière (XXe) de Razin.

Pendant la Seconde Guerre mondiale, la tour du clocher dotée d'une promenade, servit de 1941 à 1944 aux Allemands de poste d'observation. Détruite en 1944, elle a été reconstruite.
- La Grande Hairie (Xe – XVIIe siècles), ancien prieuré de bénédictins dont l'ancienne chapelle est désaffectée.
- La Hoguette (XVIe siècle) avec tourelle d'escalier et fenêtres à meneaux.
- La Petite Hairie avec ses murs en masse lie de vin, typique du marais.
- Deux ifs dans le cimetière.
- Lavoir.